# کروناویروس خفاش شب‌پرک اچ‌کی‌یو۵
کروناویروس خفاش شب‌پرک اچ‌کی‌یو۵ (نام علمی: Pipistrellus bat coronavirus HKU5) نام یک گونه از سرده بتاکروناویروس است.